# Nord-Est de l'Ontario

Le Nord-est de l'Ontario

Le Nord-Est de l'Ontario est une région canadienne de la province de l'Ontario. Elle couvre le nord et l'Est des lacs Supérieur et Huron.
On trouve dans le Nord-Est de l'Ontario :
- le district d'Algoma
- le district de Sudbury
- le district de Cochrane
- le district de Timiskaming
- le district de Manitoulin
- le district de Nipissing
- et la municipalité du Grand Sudbury

Pour quelques raisons, le district de Parry Sound et la municipalité de district de Muskoka sont traitées comme partie du Nord-est de l'Ontario bien qu'ils soient géographiquement dans le Centre de l'Ontario. Ces deux districts sont colorés en vert sur la carte.
Le Nord-Est de l'Ontario et le Nord-Ouest de l'Ontario peuvent être regroupés en Nord de l'Ontario. Une différence importante entre les deux sous-régions est que le Nord-Est de l'Ontario a une population non négligeable de Franco-Ontariens (environ 25 % de la population de la région parle le français comme première langue, comparé à seulement 3,2 % dans le Nord-Ouest). Des dizaines de communautés comportant une population francophone sont dispersées sur ce territoire relativement vaste.
Ainsi, le Nord-Est de l'Ontario se définit non seulement comme un territoire géographique, mais aussi comme un espace d'expression de la culture et de l'identité franco-ontariennes. D'abord désigné sous le nom du Nouvel-Ontario, l'effervescence culturelle de la décennie 1970 verra naître à Sudbury plusieurs organismes artistiques contribuant activement à ce projet d'expression culturel et identitaire. L'attachement à ce projet de développer une nouvelle culture trouve d'ailleurs écho dans le nom de certains organismes : le Théâtre du Nouvel-Ontario (1971), la Coopérative des artistes du Nouvel-Ontario (1972) et la Galerie du Nouvel-Ontario (1976).
De nos jours, dans l'usage courant, on tend à utiliser les expressions « Nord de l'Ontario » ou « Nord ontarien » pour désigner le territoire à la fois géographique et culturel du Nord-Est de l'Ontario.

## Villes
Le Nord-Est de l'Ontario compte six villes. Ce sont :
- Grand Sudbury
- Sault Sainte-Marie
- North Bay
- Timmins
- Elliot Lake et
- Temiskaming Shores

D'autres plus petites villes sont : Espanola, Blind River, Chapleau, Cochrane, Hearst, Iroquois Falls, Kapuskasing, Kirkland Lake, Moosonee, French River, Powassan, Markstay-Warren et Nipissing Ouest.